# Let There Be More Light
«Let There Be More Light» es una canción del grupo Pink Floyd publicada su segundo álbum A Saucerful of Secrets de 1968. El tema fue escrito en su totalidad por Roger Waters. Comienza con una línea de bajo antes de que comience la voz. Las primeras y más suaves voces son interpretadas por Rick Wright con el susurro de Waters, y el siguiente estribillo más difícil es interpretado por David Gilmour. Los últimos dos minutos de la canción son los del primer solo de guitarra de Gilmour en un álbum de Pink Floyd.
La letra está inspirada en varios personajes históricos y de ciencia ficción, además de ser una alusión directa a la canción de los Beatles "Lucy in the Sky with Diamonds".
Se publicó como sencillo en los Estados Unidos a mediados de 1968.
- El riff de esta canción fue plagiado por la banda Placebo en la canción "Taste in Men".
- Los  The Chemical Brothers también plagiaron el Riff del bajo para su canción Block Rockin' Beats.

## Personal e instrumentario
- Richard Wright - órganos Hammond y Farfisa, piano, voz solista en las coplas
- David Gilmour - guitarra eléctrica, voz solista en el estribillo
- Roger Waters - bajo eléctrico, voz susurrante en las coplas
- Nick Mason - batería, percusión